# Primus und Felicianus

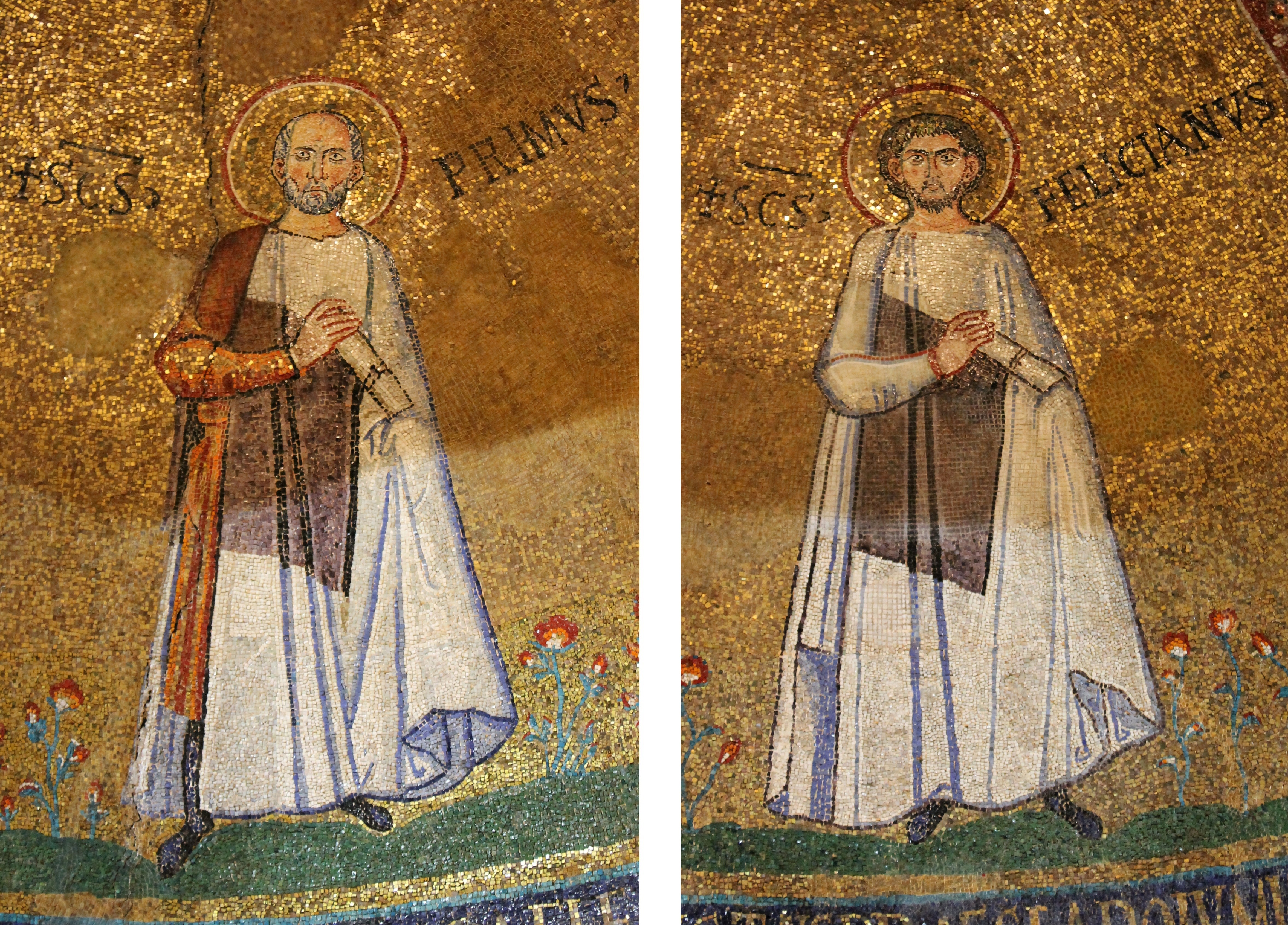
Primus und Felicianus im Apsismosaik der Primus-und-Felizian-Kapelle in Santo Stefano Rotondo (7. Jh.)

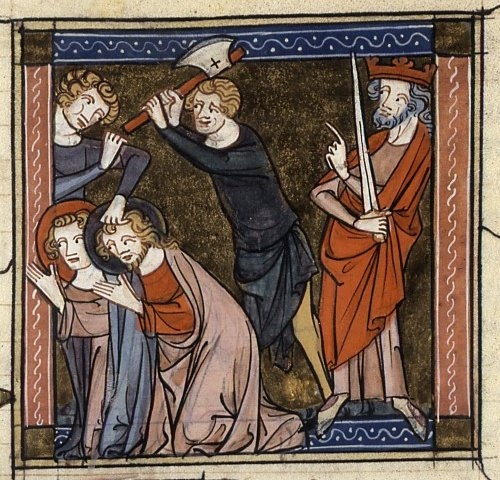
Martyrium der hll. Primus und Felicianus; Illustration in einer französischen Ausgabe der Legenda aurea (14. Jh.)

Primus und Felicianus (* im 3. Jahrhundert; † um 305 in Rom) waren der hagiographischen Überlieferung zufolge zwei Brüder, die in Rom als Priester und Missionare tätig waren und in der Diokletianischen Christenverfolgung als Märtyrer starben. Ihr Gedenktag ist der 9. Juni. Sie sind im Martyrologium Hieronymianum erwähnt, wo ihr Begräbnisort 15 Meilen von Rom an der Via Nomentana angegeben wird.

## Vita
Die Legenda aurea (um 1260) bietet eine ausführliche Martergeschichte mit mehreren qualvollen, aber vergeblichen Tötungsversuchen  durch Bären bis hin zur schließlichen Enthauptung. Dabei sei auch versucht worden, Primus mit der angeblichen Renegation seines Bruders zur Glaubensleugnung zu bewegen. Die Standhaftigkeit der beiden Brüder habe viele Augenzeugen zum christlichen Glauben bekehrt.

## Verehrung
Papst Theodor I. († 649) ließ ihre Gebeine erheben und in die römische Kirche Santo Stefano Rotondo übertragen. Das Datum dieser Translation, der 9. Juni, ist der liturgische Gedenktag.
Reliquien der Heiligen befinden sich u. a. in Rom, Salzburg, Prüm und Rottenbuch. Primus-und-Felizian-Kirchen gibt es vor allem in Österreich und Slowenien, so etwa in Maria Wörth (Kärnten) oder die weitum sichtbare Höhenkirche von Jamnik (Oberkrain).

## Darstellung
Mittelalterliche und neuzeitliche Darstellungen der beiden Heiligen sind selten; meist werden sie während ihres Martyriums oder in antikem Gewand ohne weitere Attribute dargestellt.